# Grabauornis
Grabauornis is een geslacht van uitgestorven vogels uit het Vroeg-Krijt van het huidige China, behorend tot de Enantiornithes.
In 2014 werd de typesoort Grabauornis lingyuanensis benoemd en beschreven door Johan Dalsätt, Per Ericson en Zhou Zhonge. De geslachtsnaam combineert een verwijzing naar Amadeus William Grabau met een Oudgrieks ὄρνις, ornis, 'vogel'. De soortaanduiding verwijst naar de herkomst uit Lingyuan in Liaoning. Dalsätt had al naar het benoemende artikel verwezen in 2012, dus nog voor het gepubliceerd was, in zijn dissertatie en daarbij de naam Grabauornis vermeld. Dit was toen echter een ongeldige nomen ex dissertatione. Daarbij gaf hij daarin expliciet aan geen naamgevingsdaden te willen verrichten hetgeen inhoudt dat die ook niet geldig verricht worden. 
Het fossiel, holotype IVPP V14595, is gevonden in een laag van de Yixianformatie die dateert uit het Aptien, ongeveer 125 miljoen jaar oud. Het bestaat uit een vrij volledig en in verband liggend skelet samengedrukt op een enkele plaat.
Grabauornis toont een unieke combinatie van onderscheidende kenmerken. Het centrum van de achterkant van het borstbeenplaat steekt verder naar achteren uit dan de zijvleugels. Deze laatste zijn waaiervormig. De tweede en derde kootjes van de tweede vinger zijn robuust. De hand is korter dan de ellepijp.
Grabauornis heeft een relatief korte kop met kleine kegelvormige tanden. Het schouderblad is lang en nauw en versmalt naar boven toe.
Grabauornis heeft een opperarmbeen met 95 procent van de lengte van de ellepijp. Bij de meeste enantiornithen liggen de waarden tussen de 77 en 125 procent zodat Garbauornis een gemiddelde verhouding heeft. Volgens de beschrijvers duidt dit op een goed vermogen tot vliegen; pas boven de 130 procent zou de vogel aan de grond moeten blijven. Dit vermogen zou bevestigd worden door het bezit van een alula, een duimveer die als neusschoep kon dienen. Het derde middenhandsbeen steekt verder uit dan het tweede. Het hypocleidium van het vorkbeen is goed ontwikkeld. 
Grabauornis is in de Enantiornithes geplaatst.